# Valene Maharaj
Valene Maharaj, née le 25 avril 1986 à Gasparillo, a été élue Miss Trinité-et-Tobago Monde 2007. 
Élue Miss World Caraïbes 2007 par le comité Miss Monde, elle est la deuxième trinidadienne à recevoir le titre de Miss World Caraïbes après Michelle Khan en 1995.

## Biographie
Valene Maharaj est née le 25 avril 1986 à Gasparillo, en Trinité-et-Tobago. De descendance indienne, elle est la sœur d'une fratrie de quatre enfants. Elle a grandi dans la communauté de Claxton Bay. 
Elle commence sa carrière dans le mannequinat lorsqu'elle remporte en 2003 le concours annuel Caribbean Model Search et défile pour la Jamaica's Fashion Week en Jamaïque. Suivant les conseils du photographe trinidadien Calvin French, elle décide de participer à des concours de beauté. 
Elle participe donc le 9 avril 2005 au concours Miss Trinité-et-Tobago 2006 où elle est élue 1re dauphine. Elle retente une seconde fois et remporte le titre de Miss Trinité-et-Tobago Monde 2007. Elle déclara à ce sujet qu'elle fut inspirée par Kenisha Thom qui avait tenté à multiples reprises de remporter le concours Miss Trinité-et-Tobago. 
En 2006, elle suit un bachelier en administration des affaires et en marketing à l'université du Nouveau-Brunswick qu'elle terminera en 2011.
Le 1er décembre 2007, elle représente la Trinité-et-Tobago à l'élection de Miss Monde 2007 à Sanya, en Chine où elle termine dans le top 5. Dans la compétition préliminaire Miss Beauty Beach, elle se classe dans le top 21. En étant la candidate caribéenne la mieux classée dans ce concours, elle reçoit le titre de Miss World Caraïbes 2007, représentant donc les Caraïbes dans le monde et devenant la deuxième trinidadienne à avoir reçu ce titre. La Trinité-et-Tobago fait son retour dans le classement final depuis 1995 avec Michelle Khan, qui a terminé en tant que 2e dauphine.
Lors de son retour en Trinité-et-Tobago, Valene Maharaj, ses parents et sa grand-mère maternelle, Rajdaye Narine sont reçues par la ministre du développement communautaire, de la culture et de l'égalité entre les sexes, Marlene Mc Donald à l'aéroport international de Piarco le 7 décembre 2007.
Elle épouse Vishal Maharaj selon les rites hindous le 7 septembre 2012 à Chaguaramas, en Trinité-et-Tobago.